# Kontradiktoriskt förfarande
Kontradiktoriskt förfarande, vad som inom juridiken även kallas "den kontradiktoriska principen", är en av huvudprinciperna för det processuella förfarandet, och innebär, att ingen får dömas ohörd, eller, korrektare uttryckt, att ingen får dömas, utan att denne lämnats tillfälle att yttra sig över, vad motparten andragit: audiatur et altera pars. 
Svaranden skall alltså i vederbörlig ordning kallas att genmäla kärandens talan, och på varje senare stadium av rättegången skall vardera parten vara i tillfälle att ta kännedom om och yttra sig över, vad från motsidan framkommit. Principen kan också sägas innebära, att domaren icke får döma på grundval av vad han inhämtat annorledes än i och genom rättegången (omedelbarhetsprincipen), försåvitt ej fråga skulle vara om ett notoriskt förhållande.